# 운비옥튬
운비옥튬(Unbioctium)은 아직 발견되지 않은 원소의 이름으로, 원소 기호는 Ubo, 원자 번호는 128번이다.

## 같이 보기
- 체계적 원소 이름